# 九龍巴士230R線
九龍巴士230R線是香港一條新界旅遊巴士路線，由九龍巴士（一九三三）有限公司營辦，於2024年2月3日起投入服務，來往九龍站及馬灣（珀欣路），途經南昌站後便取道青葵公路及青嶼幹線往返馬灣，全程收費為$15.5。

## 歷史
經營馬灣公園的新鴻基地產於2021年表示該公園運作受交通限制影響而連年虧損，故會在發展馬灣公園二期時和政府部門探討在馬灣引入專利巴士的可行性。適逢馬灣公園二期將於2024年第一季落成啟用，運輸署於2023年1月建議開辦全新旅遊路線，往返九龍站及馬灣（珀欣路），中途只於南昌站一帶設有中途站。新路線最終由九巴營辦，編號為「230R」，並在2024年2月3日投入服務。2024年12月23日，此路線提升為每日服務，星期一至五由九龍站開出服務時間為10:00至21:00，由馬灣（珀欣路）開出服務時間為11:00至22:00；同時延長星期六、日及公眾假期服務時間，由九龍站開出服務時間為09:00至21:30，由馬灣（珀欣路）開出服務時間為11:00至22:30。

## 服務時間及班次
230R線來回方向於每天上午繁忙時間過後提供服務，列表如下：
| 九龍站開             | 九龍站開     | 九龍站開     | 馬灣（珀欣路）開     | 馬灣（珀欣路）開 | 馬灣（珀欣路）開 |
| 日期                 | 服務時間     | 班次（分鐘） | 日期                 | 服務時間         | 班次（分鐘）     |
| -------------------- | ------------ | ------------ | -------------------- | ---------------- | ---------------- |
| 星期一至五           | 10:00－21:00 | 60           | 星期一至五           | 11:00－22:00     | 60               |
| 星期六、日及公眾假期 | 09:00－11:00 | 30           | 星期六、日及公眾假期 | 11:00            | 11:00            |
| 星期六、日及公眾假期 | 11:00－12:00 | 20           | 星期六、日及公眾假期 | 12:00－16:00     | 30               |
| 星期六、日及公眾假期 | 12:00－16:30 | 30           | 星期六、日及公眾假期 | 16:00－17:00     | 20               |
| 星期六、日及公眾假期 | 16:30－21:30 | 60           | 星期六、日及公眾假期 | 17:00－18:30     | 30               |
|                      |              |              | 星期六、日及公眾假期 | 18:30－22:30     | 60               |

## 收費
230R線全程收費為$15.5，並設有富昌邨往馬灣（珀欣路）$11.1及富昌邨往九龍站$5.8之分段收費。
230R線設有12歲以下小童及65歲或以上長者半價優惠，當中60歲－64歲香港居民、65歲或以上長者與合資格殘疾人士如以指定八達通繳付此線的車資，均可享有長者及合資格殘疾人士公共交通票價優惠計劃提供的$2票價優惠。乘客登車時需以現金或八達通卡繳付車資，不設找贖；而每位成人乘客可免費帶同最多兩名四歲以下而且不佔座位的兒童乘車。此外，乘客亦可透過多元化電子支付系統（e度嘟）繳付車資，乘客使用此付款方式不能享有與非九巴／龍運路線之轉乘優惠，亦不能享有「公共交通費用補貼計劃」及「長者及合資格殘疾人士乘車優惠計劃」。此外，凡使用同一張八達通卡或同一個電子支付工具帳號乘搭230R線，即日來回九龍及馬灣的乘客，第二程可享九折優惠；乘客亦可以九折優惠價於西九龍站巴士總站購買十張此路線單程成人車票。逢星期日，每兩名繳付成人車費的乘客，可攜同一名12歲以下小童或65歲或以上長者免費乘車；每名合資格殘疾人士可免費乘車，其陪同者以現金繳付車資亦可享半價優惠。

## 用車
此路線全線以比亞迪B12D 12米（BED）行走，為九巴首條全線以雙層電動巴士行駛的路線。

## 行車路線
230R線由九龍站開出之班次途經車站環迴路、雅翔道、佐敦道、連翔道、海輝道、深旺道、東京街西、連翔道、青葵公路、長青隧道、長青公路、青衣西北交匯處、青嶼幹線、馬灣路、珀林路、珀麗路及珀欣路前往馬灣（珀欣路）；由馬灣（珀欣路）開出之班次途經珀欣路、珀麗路、珀林路、馬灣路、青嶼幹線、青衣西北交匯處、長青公路、長青隧道、青葵公路、西九龍公路、連翔道、東京街西、深旺道、欽州街西、連翔道、支路、雅翔道及車站環迴路，具體停站請參考資訊框。